# Union financière de France
Pour les articles homonymes, voir UFF.
L'Union Financière de France (UFF) est une banque française, spécialisée dans la gestion de patrimoine.

## Historique
En 1968, Guy Charloux, banquier connu notamment pour avoir investi son épargne dans la vigne au début des années 90, crée la Société Diffusion Mobilière avec l'appui de la Banque de Suez et de l'Union des Mines. Le concept du Plan d'Investissement Progressif (PIP), qui permet de lisser ses investissements dans le temps, est alors inventé[réf. souhaitée].
En 1978, la Société Diffusion Mobilière devient l’Union Financière de France et en 1985, les premiers FCP de la marque éponyme sont élaborés[réf. souhaitée].
En 1987, la Banque Indosuez devient l'actionnaire majoritaire de l'Union Financière de France et l'Abeille Vie, société d’assurance, acquiert une participation de 10 % dans le capital. Le capital est également ouvert à ses collaborateurs. Le titre est introduit au second marché de la Bourse de Paris. La même année, l'Union Financière de France obtient le statut de banque.
La banque Indosuez cède en 1997 sa participation majoritaire à l'Abeille Vie, qui détient désormais 74,3 % d’UFF.
En 2012, l'UFF lance CGP Entrepreneurs, une filiale de l'UFF destinée au marché des CGPI, qui rachète le groupement Infinitis en 2016.
En 2014, l’UFF crée une nouvelle filiale, Myria Asset Management, une société de gestion spécialisée dans la multigestion.
Le lundi 28 novembre 2022, l'UFF annonce la suspension de sa cotation à la Bourse de Paris, à 13,90€ l'action, à la suite de l'OPA lancée par le groupe Abeille Vie, détenant déjà 74,99% du capital, afin de retirer l'action de la cotation. La reprise de cotation est prévue pour le 29 novembre 2022, avec un prix d'achat proposé à 21 euros par action, soit un gain de 55% par rapport au cours moyen pondéré par les volumes de l'action UFF au cours des 60 derniers jours de bourse. Le titre est sorti de cote le 1er mars 2023[réf. souhaitée].
Au 1er mars 2023, la société UFF est détenue à quasi 100% directement ou indirectement par Abeille Assurances Holding[réf. souhaitée].

## Activités
L’Union Financière de France possède une expertise dans le domaine civil, fiscal, social et financier.

## Gouvernance
Les fonctions de Président et de Directeur Général sont dissociées en 2015 : 
- Nicolas Schimel, qui dirigeait la société depuis septembre 2008 et exerçait la fonction de PDG depuis septembre 2009, conserve la présidence du Conseil d’Administration.
- Paul Younès[10], Directeur Commercial du réseau de conseillers depuis 2012, nommé Directeur Général Délégué en 2014, devient Directeur Général de l'UFF.
- Karyn Bayle, qui avait quitté GE Capital France en 2014 pour rejoindre l’UFF, devient Directrice Générale Déléguée[11].

En novembre 2016, Nicolas Schimel quitte le groupe Aviva. Il est remplacé à la présidence du Conseil d’Administration de l’UFF par Patrick Dixneuf.
Le 16 mars 2018, Julien Brami succède à Paul Younès au poste de Directeur Général. Il était jusqu’alors Directeur Général d’Aviva Vie.

## Études
L’UFF réalise des études avec l’IFOP  : 
- Depuis 2009, l’UFF réalise annuellement un observatoire de la clientèle patrimoniale pour analyser le rapport au risque des Français patrimoniaux[15], de mieux suivre et identifier leurs attentes en matière d’investissement, et de comprendre leur comportement et les modalités de leur choix.
- En février 2017, une enquête menée auprès de 600 Françaises par l’UFF et l’IFOP démontrent que si les femmes restent prudentes, elles sont décisionnaires en matière d’investissement au sein de leur couple. Elles sont 43 % à déclarer « décider ensemble », 42 % « elle-même », et seulement 8 % à affirmer « mon conjoint/mon époux »[16].
- En juin 2017, une enquête consacrée à la génération Y[17] montre que, contrairement aux idées reçues, 72 % des jeunes de 25-35 ans sont des investisseurs prudents et relativement conservateurs. 90 % des jeunes de cette tranche d'âge souhaitent devenir propriétaires, dont 78 % de biens immobiliers.
- En janvier 2018, une enquête consacrée aux seniors actifs (50-65 ans)[18] montre qu'ils estiment que leur pension ne leur permettra pas une retraite confortable et que leur patrimoine ne sera pas suffisant d'ici là pour compenser ce manque.
- En février 2022, une enquête consacrée aux Français et leurs investissements en faveur de la relance et de l'économie locale.